# Стідда
Стідда (МФА: [ˈStiɖːa]; сицилійською — зірка) — мафія, тип злочинної організації, яка зосереджена в центральній і південній частині Сицилії в Італії. Члени відомі як стіддарі або стіддаролі. Вона найбільш активна в сільських районах південної Сицилії і частково є конкурентом Коза Ностра. Деякі учасники мають на собі татуювання зірки.

## Історія
Про походження організації відомо небагато, хоча, як вважають, вона виникла подібно до мафії в тому ж сільському середовищі Сицилії. Однак, на відміну від мафії, Стідда в основному була сільською і слабкою до 1980-х років, коли вона стала дещо більш експансіоністською і почала рухатися до міст, приводячи дві сицилійські групи в конкуренцію одна з одною. Вона відрізняється від мафії тим, що не базується на системі честі, а зацікавлена лише у злочинній діяльності та отриманні прибутків.
Стідда потрапила в поле зору громадськості, коли пентіто Коза Ностра Франческо Маріно Манноя заявив про них у 1989 році. Пізніше інший член мафії Леонардо Мессіна також заявив про них. За їхніми свідченнями, Стідда — це організація, яка була заснована колишніми членами Коза Ностра під час Другої мафіозної війни на початку 1980-х. Їх вислали через непослух або, у кількох випадках, навіть одруження з родичем поліцейського. Багато справжніх стіддарів були послідовниками вбитого боса мафії Джузеппе Ді Крістіни.
Стідда була особливо сильною на півдні Сицилії навколо міст Агрідженто, Кальтаніссетта, Джела, Вітторія, Нішемі та інших менших. Першими лідерами Стідди були Джузеппе Кроче Бенвенуто і Сальваторе Калафато. Пізніше динамітова бомба вбила боса Стідди Калоджеро Лаурію. На початку 90-х вони були залучені до прямої війни з мафією. Злісна війна призвела до понад 300 смертей. Одним із них став суддя Росаріо Ліватіно.
Стідда не є жорсткою організацією, і багато членів банди («клани») діють відносно незалежно. Вони співпрацюють між собою або навіть із місцевим підрозділом Коза Ностра. Вони мають подібні ритуали та правила. Татуювання свідчить про членство. Люди старшого віку за допомогою голки та чорно-синього чорнила вирізають п'ятипроменеву зірку на правій руці посвяченого між великим і вказівним пальцями. Це татуювання відоме як стіддарі.